# Rodney A. Grant
Rodney Arnold Grant, född 9 mars 1959 i Macy i Thurston County, Nebraska, är en amerikansk skådespelare. En av de första rollerna han spelade var som "Wind In His Hair" i Dansar med vargar (1990). Grant kommer från ursprungsfolket omaha och har varit aktiv inom olika ungdomsrörelser. Han har varit gift två gånger och har fem vuxna barn.

## Filmografi
- Dansar med vargar, 1990
- The Doors (film), 1991 (en liten biroll)
- Geronimo - den siste krigaren, 1993
- Wagons East! eller Hur vilda västern gick förlorad, 1994
- F.T.W., 1994
- The Substitute (Den engelska wikipediasidan), 1996
- The Killing Grounds, 1997
- White Wolves III: Cry of the White Wolf (Den engelska wikipediasidan), 1998
- Wild Wild West, 1999
- Hawkeye, serie 1994